# 古今亭陽々
古今亭 陽々（ここんてい ようよう、1996年3月21日 - ）は、神奈川県大和市出身の落語家。本名∶新藤 弘二郎。落語協会所属。出囃子は『越後獅子』。

## 経歴
2018年7月、古今亭志ん陽に入門。2020年2月1日に前座となる、前座名は師匠・志ん陽の真打昇進時の名乗り案のひとつ「志ん松」から「松ぼっくり」。
2024年11月1日、春風亭貫いち、金原亭馬吉、入船亭扇兆と共に二ツ目昇進。「陽々」に改名。

## 芸歴
- 2018年7月 - 古今亭志ん陽に入門。
- 2020年2月 - 前座となる、前座名「松ぼっくり」。
- 2024年11月 - 二ツ目となる、「陽々」と改名。